# Lowsar
Lowsar (persiska: لوسر) är en ort i Iran.   Den ligger i provinsen Mazandaran, i den norra delen av landet, 140 km norr om huvudstaden Teheran. Lowsar ligger 14 meter över havet och antalet invånare är 103.
Terrängen runt Lowsar är varierad.Runt Lowsar är det ganska tätbefolkat, med 116 invånare per kvadratkilometer. Närmaste större samhälle är Tonekābon, 12,8 km öster om Lowsar. Omgivningarna runt Lowsar är en mosaik av jordbruksmark och naturlig växtlighet.